# Domitien Ndayizeye
Domitien Ndayizeye (Murango, 2 maggio 1953) è un politico burundese.
Decimo Presidente della repubblica del Burundi dal 30 aprile 2003 al 26 agosto 2005, è stato nominato ad interim in base agli  Accordi di Arusha.